# Stadio La Sciorba
Lo stadio La Sciorba, noto anche come Sciorba Stadium o più semplicemente Sciorba, e con la denominazione sponsorizzata di LaCantera Stadium Barabino & Partners, è un impianto gestito dalla società My Sport SSD e sito nella città di Genova, ove è secondo soltanto allo Stadio Luigi Ferraris. È parte integrante del My Sport Village Sciorba nel quartiere Montesignano del capoluogo ligure.

## Storia
Inaugurato nel 1994, principalmente nella sua sezione di piscina, nel luglio 2001 il campo sportivo ha ospitato un insediamento di anarchici e no-global di tutto il mondo, giunti a Genova per manifestare contro il G8.
Lo Sciorba Stadium ha beneficiato, nel 2023, di una serie di migliorie attraverso interventi finalizzati a rendere l'impianto più accogliente ed efficiente.

### Certificazione FIFA
Nel dicembre 2023 ha ottenuto la certificazione FIFA, che ha aperto alla possibilità di ospitare il calcio professionistico sul terreno di gioco. Così, dal 16 dicembre dello stesso anno, la Sampdoria, militante in Serie A femminile, ha disputato i propri incontri casalinghi in questo stadio fino al maggio 2025.
A partire dall'estare 2025, il Genoa ha sostituito la Sampdoria come società femminile usufruttuaria del campo.

## Curiosità
Il 9 febbraio 2008 lo stadio ospitò una partita del Sei Nazioni Under 20 tra la Nazionale italiana Under-20 e l'Inghilterra. Il risultato fu di 13-22 in favorevole degli inglesi.
Il 10 ottobre 2008 si tenne l'incontro valido per la Supercoppa Primavera tra Sampdoria e Atalanta, terminata con la vittoria ai rigori dei blucerchiati.
Dal 2008 al 2017 sono andati in scena gli allenamenti e le partite della Cantera del Genoa.

## Centro Polisportivo La Sciorba
L'impianto dispone di una pista di atletica in tartan da 400 metri a 8 corsie, di un campo a 11 in erba naturale, un campo a 5 in erba sintetica, un'area calcio-tennis e un'area, sempre in erba sintetica, specifica per allenamento di portieri e tecnici. La struttura include inoltre due infermerie, magazzini per la custodia delle attrezzature sportive, sette spogliatoi (per gli atleti, per i tecnici e per gli arbitri), uffici, una zona ristoro, una sala riunioni e un ampio parcheggio da circa 250 posti auto. La capienza per il pubblico è garantita da due tribune per un totale di circa 4.800 spettatori. L'impianto inoltre prevede un'area coperta, all'interno della quale si trova un campo in erba sintetica 4 vs 4 e una sala riunioni da 80 posti dotata di servizio audio e video.

### Le piscine
L'impianto comprende inoltre tre piscine, di cui:
- Una interna omologata olimpica da 50 m, coperta da struttura telescopica parzialmente apribile in estate;
- Una interna a sole due corsie, destinata a corsi di nuoto per bambini e adulti, oltre che finalizzata alla fisioterapia e all'acquaticità neonatale.[11][12]
- Una esterna da 50 m, coperta con pallone pressostatico in inverno e scoperta in estate (quando è anche destinata allo svago).
- Una esterna ad acqua bassa per lo svago estivo dei bambini più piccoli.

Ogni novembre, dal 1974, si tiene presso le piscine della Sciorba il Trofeo Sapio, manifestazione ritenuta valida come qualificazione per i Campionati Europei in vasca corta di nuoto.
A tale torneo hanno partecipato grandi nomi come Federica Pellegrini, Simona Quadarella, Gregorio Paltrinieri e Federico Burdisso.